# A Woman of the Century
A Woman of the Century —le acompaña el subtítulo «Mil cuatrocientos setenta esbozos biográficos acompañados de retratos de las más destacadas mujeres estadounidenses en todos los ámbitos de la sociedad»— es un libro editado en 1893 por Frances Elizabeth Willard y Mary Ashton Rice Livermore que recoge las biografías de 1496 mujeres destacadas en diferentes campos del siglo XIX. Gran parte van acompañadas de una ilustración.

## Propósito
El objetivo del libro consiste en recoger las biografías de las mujeres estadounidenses más destacadas del siglo XIX. Tal y como firman las editoras en el prefacio, datado en las Navidades de 1892:

De entre todas las enciclopedias y libros sobre mujeres famosas, este pretende ser único y cubrir un nicho vacío en las bibliotecas de referencia. El siglo XIX es el de las mujeres. Desde el comienzo de los tiempos, ninguna otra era ha presenciado tantos y tan inmensos cambios en el desarrollo de su carácter y talentos y en la multiplicación de las oportunidades para su uso. Creemos que, incluso para aquellos con más información al respecto, un vistazo a estas páginas les dejará perplejos por la amplia gama de los logros de las mujeres aquí descritos, en cientos de nuevas vocaciones y ocupaciones. Pocos figuras de la talla se habrán olvidado en estas páginas, mientras que muchos nombres dignos, que no se pueden encontrar en ningún otro lugar, cuelgan de este rosario de los logros del siglo XIX [...] Este libro no es solo una lista de nombres famosos, sino que pretende mostrar lo que las mujeres han hecho tanto en los más bajos como en los más altos estratos de la sociedad. Es un registro de mujeres estadounidenses ofrecido, tras cuatro siglos de vida en el Nuevo Mundo, para la contemplación de que aquellos que deseen saber a lo que el siglo XIX de la civilización cristiana ha dado lugar, y para que sepan cuáles son las perspectivas y las maravillosas promesas de cara al siglo XX.
F. E. Willard y M. A. R. Livermore

## Lista de biografías
Las biografías presentes en el libro, ordenadas en orden alfabético según los apellidos de las mujeres reseñadas, son las siguientes:

## Atribución
- Este artículo contiene texto traducido desde una publicación que se encuentra ahora en dominio público: Willard, Frances Elizabeth; Livermore, Mary Ashton Rice (1897). American Women: Fifteen Hundred Biographies with Over 1,400 Portraits : a Comprehensive Encyclopedia of the Lives and Achievements of American Women During the Nineteenth Century. Mast, Crowell & Kirkpatrick.